# Saturation magnétique
Pour les articles homonymes, voir Saturation.
- 1 - tôle d'acier
- 2 - acier au silicium
- 3 - acier moulé
- 4 - acier au tungstène
- 5 - acier pour aimant
- 6 - fonte
- 7 - nickel
- 8 - cobalt
- 9 - magnétite[1]

Courbes de magnétisation de neuf matériaux ferromagnétiques, montrant la saturation.

La saturation magnétique observée dans certains matériaux magnétiques est l’état atteint lorsqu’une augmentation du champ magnétique externe appliqué H ne peut pas augmenter davantage l’aimantation du matériau, de sorte que la densité de flux magnétique totale B se stabilise plus ou moins, bien que l’aimantation continue d’augmenter très lentement avec le champ en raison du paramagnétisme. La saturation est une caractéristique des matériaux ferromagnétiques et ferrimagnétiques, tels que le fer, le nickel, le cobalt et leurs alliages. Différents matériaux ferromagnétiques ont des niveaux de saturation différents.

## Description
La saturation est clairement visible sur la courbe d’aimantation (également appelée courbe BH ou courbe d'hystérésis) d’une substance, sous la forme d’une courbure de la partie droite de la courbe (voir graphique de droite). Lorsque le champ H augmente, le champ B se rapproche d’une valeur maximale asymptotique, le niveau de saturation de la substance. Techniquement, au-dessus de la saturation, le champ B continue d’augmenter, mais selon la pente paramagnétique, qui est inférieure de plusieurs ordres de grandeur à la pente ferromagnétique observée en dessous de la saturation.
La relation entre le champ magnétisant H et le champ magnétique B peut également être exprimée par la perméabilité magnétique {\displaystyle \mu =B/H} ou par la perméabilité relative {\displaystyle \mu _{r}=\mu /\mu _{0}}, où {\displaystyle \mu _{0}} est la perméabilité du vide. La perméabilité des matériaux ferromagnétiques n’est pas constante, mais dépend de H. Dans les matériaux saturables, la perméabilité relative augmente avec H jusqu’à un maximum, puis à mesure qu’elle approche de la saturation, elle décroît et tend vers un,.

À cause de la saturation, la perméabilité magnétique relative μ_{f} d'une substance ferromagnétique atteint un maximum puis décroît.

Différents matériaux ont des niveaux de saturation différents. Par exemple, les alliages de fer à haute perméabilité utilisés dans les transformateurs atteignent la saturation magnétique à 1,6-2,2 teslas (T), tandis que les ferrites saturent à 0,2-0,5 T. Certains alliages amorphes saturent à 1,2-1,3 T. Le mu-métal sature à environ 0,8 T,.

## Explication
Les matériaux ferromagnétiques (comme le fer) sont composés de régions microscopiques appelées domaines magnétiques, qui agissent comme de minuscules aimants permanents qui peuvent changer de direction d’aimantation. Avant qu’un champ magnétique externe ne soit appliqué au matériau, les champs magnétiques des domaines sont orientés dans des directions aléatoires, s’annulant efficacement, de sorte que le champ magnétique externe net est très petit. Lorsqu’un champ magnétisant externe H est appliqué au matériau, il pénètre dans le matériau et aligne les domaines, ce qui fait tourner et aligner leurs minuscules champs magnétiques parallèlement au champ externe, s’additionnant pour créer un grand champ magnétique B qui s’étend à partir du matériau. C’est ce qu’on appelle l’aimantation. Plus le champ magnétique externe H est fort, plus les domaines s’alignent, ce qui donne une densité de flux magnétique B plus élevée. Finalement, à un certain champ magnétique externe, les parois du domaine se sont déplacées aussi loin qu’elles le pouvaient, et les domaines sont aussi alignés que la structure cristalline leur permet de l’être, de sorte qu’il y a un changement négligeable dans la structure des domaines en augmentant le champ magnétique externe au-delà de celle-ci. L’aimantation reste presque constante et on dit qu’elle s’est saturée. La structure des domaines à saturation dépend de la température.

## Effets et utilisation
La saturation impose une limite pratique aux champs magnétiques maximaux pouvant être atteints dans les électroaimants à noyau ferromagnétique et les transformateurs d’environ 2 T, ce qui limite la taille minimale de leurs noyaux. C’est l’une des raisons pour lesquelles les moteurs, les générateurs et les transformateurs des réseaux publics à forte puissance sont physiquement grands ; pour conduire les grandes quantités de flux magnétique nécessaires à la production d'une forte puissance, ils doivent avoir de grands noyaux magnétiques. Dans les applications où le poids des noyaux magnétiques doit être maintenu au minimum, comme les transformateurs et les moteurs électriques dans les avions, un alliage à haute saturation tel que le Permendur (en) est souvent utilisé.
Dans les circuits électroniques, les transformateurs et les bobines à noyau ferromagnétique fonctionnent de manière non linéaire lorsque le courant qui les traverse est suffisamment important pour conduire leurs matériaux de noyau à saturation. Cela signifie que leur inductance et d’autres propriétés varient en fonction des changements de courant d'alimentation. Dans les circuits linéaires (en), cela est généralement considéré comme un écart indésirable par rapport au comportement idéal. Lorsque des signaux alternatifs sont appliqués, cette non-linéarité peut provoquer la génération d’harmoniques et de distorsion d’intermodulation. Pour éviter cela, le niveau de signaux appliqués aux bobines à noyau de fer doit être limité afin qu’elles ne saturent pas. Pour réduire ses effets, un espace d’air est créé dans certains types de noyaux de transformateur. Le courant de saturation, le courant traversant l’enroulement nécessaire pour saturer le noyau magnétique, est donné par les fabricants dans les spécifications de nombreux inductances et transformateurs.
D’autre part, la saturation est exploitée dans certains appareils électroniques. La saturation est utilisée pour limiter le courant dans les transformateurs à noyau saturable, utilisés dans le soudage à l'arc, et les transformateurs ferro-résonnants qui servent de régulateurs de tension. Lorsque le courant primaire dépasse une certaine valeur, le noyau est poussé dans sa région de saturation, ce qui limite les augmentations supplémentaires du courant secondaire. Dans une application plus sophistiquée, les bobines à noyau saturable (en) et les amplificateurs magnétiques utilisent un courant continu à travers un enroulement séparé pour contrôler l’impédance d’une inductance. La variation du courant dans l’enroulement de commande déplace le point de fonctionnement vers le haut et vers le bas sur la courbe de saturation, contrôlant le courant alternatif à travers l’inductance. Ceux-ci sont utilisés dans les ballasts pour tubes fluorescents variables et les systèmes de contrôle de puissance.
La saturation est également exploitée dans les magnétomètres fluxgate et les boussoles fluxgate.
Dans certaines applications audio, des transformateurs ou des inductances saturables sont délibérément utilisés pour introduire de la distorsion dans un signal audio. La saturation magnétique génère des harmoniques d’ordre impair, introduisant généralement une distorsion de troisième et de cinquième harmoniques dans la gamme de fréquences basses et moyennes.